# Sovrani sasanidi
I sovrani dell'impero sasanide furono i governanti dell'Iran subentrati a seguito della vittoria riportata contro l'impero partico, nel 224, nella battaglia di Hormozdgan. Al suo apice, l'impero sasanide si estendeva dalla Turchia e Rodi a ovest fino al Pakistan a est, e comprendeva anche territori nel contemporaneo Caucaso, Yemen, Emirati Arabi, Oman, Egitto, Israele, Libano, Siria, Giordania e Asia centrale.
L'impero sasanide si affermò come una delle principali potenze del mondo a ridosso del suo acerrimo rivale situato ai suoi confini, l'impero romano, poi sostituito da quello bizantino, per un periodo lungo più di 400 anni. Il primo esponente della dinastia sasanide al potere fu il persiano di Istakhr Ardashir I, salito al trono nel 224, e terminò con Yazdgard III nel 651.
Il periodo dal 631 (quando Boran morì) al 632 (quando Yazdgard III salì al trono) risulta confuso a causa delle fonti a disposizione, ragion per cui determinare l'esatta sequenza di usurpatori o sovrano legittimi sul trono risulta un compito arduo. Tale periodo fu caratterizzato da faziosità e divisioni che lacerarono dall'interno l'impero sasanide e ne causarono il declino.

## Descrizione
A guida dell'impero sasanide vi era lo shahanshah (re dei re), noto anche semplicemente come scià (da shah, re). La sua salute e il suo benessere rivestivano grande importanza: a titolo di esempio, si pensi che nel rispondergli si diceva «Possa tu essere immortale». Le monete sasanide emesse dal VI secolo in poi raffigurano una luna e un sole, che, nelle parole dello storico iraniano Touraj Daryaee, «suggeriscono che il sovrano fosse al centro del mondo e il sole e la luna gli giravano intorno». Ad avvalorare tale ipotesi si deve considerare di un'antica formula mesopotamica con cui si designava il monarca, ovvero «re dei quattro angoli del mondo». Il re considerava tutti gli altri sovrani, siano essi romani, turchi o cinesi inferiori a lui. Vestiva abiti colorati, si truccava, indossava una corona pesante e la sua barba era decorata d'oro. I primi re sasanidi si consideravano di discendenza divina, definendosi "baia" (appunto divino).
Quando il re usciva in pubblico, restava all'interno di una tenda e aveva davanti a sé alcuni dei suoi uomini, il cui compito era quello di tenere le masse lontane da lui e per spianare la strada. Quando qualcuno giungeva al cospetto del re, si soleva prostrarsi dinanzi a lui (proskýnesis). Le guardie reali erano conosciute con il nome di pushtigban. In altre occasioni, la massima autorità era protetta da un gruppo numericamente consistente di guardie del palazzo, i darigan. Entrambi questi gruppi erano arruolati dalle famiglie reali dell'impero sasanide ed erano sottoposte al comando dell'hazarbed, direttamente responsabile della sicurezza del re, dell'ingresso del palazzo reale, della presentazione dei visitatori e infine destinatario di comandi militari o all'occorrenza negoziatore. L'hazarbed venne autorizzato in alcuni casi a operare come boia reale. Durante il Nawrūz (capodanno iraniano) e il Mihragan (giorno dedicato alla festività della divinità zoroastriana Mihr), il re soleva tenere un discorso.

## Titoli
Ardashir I (al potere dal 224 al 242), il fondatore dell'impero sasanide, introdusse il titolo di «Shahanshah degli ariani» (in medio persiano: šāhān šāh ī ērān; in partico: šāhān šāh ī aryān). L'immediato successore di Ardashir, Sapore I (regnante dal 240/242-270/272), scelse con cura i titoli che poi vennero iscritti sulle Res gestae divi Saporis. In essa Sapore nomina quattro dei suoi predecessori sasanidi con titoli diversi e in «un ordine di importanza crescente» conferendo quello di «signore» (Xwaday) a Sasan, di «re» a Papag, di «re dei re degli ariani» ad Ardashir e «re dei re degli ariani e dei non ariani» (in medio persiano MLKAn MLKA 'yr'n W 'nyr'n, trasl. šāhān šāh ī ērān ud anērān; in greco antico βασιλεύς βασιλέων Αριανών; Basileús Basiléōn Arianṓn) per se stesso. Il titolo di "re dei re degli ariani e dei non ariani" è presente anche su una singola moneta d'argento di Sapore I, circostanza che implica come esso sia stato introdotto dopo la sua vittoria sui romani per rivaleggiare il titolo con i suoi imperatori. La formula è stata successivamente riproposta sui denari di ogni successivo re sasanide.
Il regno di Yazdgard I (r. 399-420) segnò un cambiamento nella prospettiva politica dell'impero sasanide, che volse lo sguardo verso Oriente anziché puntarlo verso Occidente. Il mutamento potrebbe essere stato innescato dalle tribù ostili presenti nell'Iran orientale. La guerra con gli Unni iranici potrebbero aver risvegliato la leggendaria rivalità tra i mitologici sovrani iranici Kayan e i loro nemici Tūrān, descritti nei testi di un giovane Avestā. Il titolo di Ramshahr (pacificatore nel [suo] dominio) finì aggiunto al tradizionale «re dei re degli ariani e non ariani» sulle monete di Yazdegerd I. Nel poema epico in medio persiano Ayadgar-i Zariran (Il testamento di Zarer), il titolo fu usato dall'ultimo monarca Kayan (Vištaspa) e ricorre nell'opera zoroastriana del X secolo Denkard. L'interesse sasanide per l'ideologia e la storia dei Kayan si protrasse per tutto il periodo di esistenza dell'impero. Bahram V (r. 420-438), su alcune monete rare coniate in Pars, recava l'iscrizione kirbakkar ("benefico").
Il regno di Yazdgard II (r. 438-457) coincide con la comparsa di una nuova moda sulle monete sasanide, ovvero la formula mazdēsn bay kay ("Sua maestà mazdeista, il re"). Essa mostra la propria predilezione per i Kayanidi, che impiegavano anche il titolo di kay. Sotto Peroz I (r. 459-484), la tradizionale titolazione di šāhānšāh ("re dei re") è omessa sulle sue monete e compaiono solo i due aspetti di kay Pērōz ("re Peroz"). Tuttavia, un sigillo dimostra che la titolazione tradizionale era ancora utilizzata, il che indica che le monete non mostrano con certezza la piena titolazione formale dei monarchi sasanidi. Suo fratello e successore, Balash (r. 484-488), si fregiò della designazione di hukay ("il re buono").
Kavad I (r. 488-496; 498-531) fu l'ultimo monarca sasanide ad impiegare "kay" sulla valuta emessa durante il suo mandato, i cui pezzi ritrovati risalgono al massimo al 513. La classica iscrizione riportata sulla parte anteriore delle sue monete riferisce semplicemente il suo nome; nel 504, tuttavia, fu aggiunto l'augurio abzōn (letteralmente "possa prosperare/aumentare"). Durante la sua seconda parentesi al comando, Cosroe II (r. 590-590, 591-628), ordinò alla zecca di aggiungere l'ideogramma GDH, che significa xwarrah ("gloria reale"). Egli combinò il termine con la parola abzōt ("accrescere"), raggiungendo alla fine il risultato seguente se si legge l'iscrizione completa: «Cosroe, colui che ha accresciuto la gloria reale» (Khūsrōkhwarrah abzōt). Il titolo di re dei re tornò a fare la sua comparsa proprio sulle sue monete. I suoi due successori, Kavad II (r. 628-628) e Ardashir III (r. 628-630), evitarono di seguire la pratica del predecessore, probabilmente allo scopo di prendere le distanze dall'ingombrante lascito ereditato da Cosroe II.

## Simboli
Il Derafsh Kaviani era lo stendardo principale utilizzato dai monarchi sasanidi. Veniva anche chiamato "Stendardo di Jamshid" (Drafš-ī Jamshid), "Stendardo di Farīdūn" (Drafš-ī Freydun) oppure semplicemente "Stendardo Reale" (Drafš-ī Kayi).

## Regine
Le regine sasanidi detenevano il titolo di Banebshenan banebshen ("regina delle regine"). In condizioni ordinarie, la successione al trono era ereditaria, ma poteva essere trasferita dal re a un figlio più giovane piuttosto che al primogenito; in due casi estremi il potere supremo passò alle regine. Quando non vi era un erede diretto, i nobili e i prelati si preoccupavano di scegliere la nuova massima autorità, ma la loro scelta era ristretta ai membri della famiglia regale.

## Elenco dei sovrani
La tabella seguente elenca i sovrani dell'impero sasanide.
| Dinastia dei Sasan                |                                  | |                               |                                                                           | |
|                                   | Ardashir I 𐭠𐭥𐭲𐭧𐭱𐭲𐭥 (Ardašīr)     | Re dei re degli ariani | 224 – 242                     | —                                                                         | - Si dichiarò Shahanshah dopo aver sconfitto Artabano IV di Partia nella battaglia di Hormozdgan - Morto per cause naturali nel 242 |
|                                   | Sapore I 𐭱𐭧𐭯𐭥𐭧𐭥𐭩 (Šābuhr)        | Re dei re dell'Iran e del non Iran (anche "re degli ariani e dei non ariani")                                                                         | 240 – maggio 270              | Figlio                                                                    | - Governò insieme a suo padre Ardashir I dal 12 aprile 240 - Morto per cause naturali nel maggio 270 |
|                                   | Ormisda I 𐭠𐭥𐭧𐭥𐭬𐭦𐭣 (Ōhrmazd)      | Re dei re dell'Iran e del non Iran | maggio 270– giugno 271        | Figlio                                                                    | - Regnò solo per 1 anno |
|                                   | Bahram I 𐭥𐭫𐭧𐭫𐭠 (Warahrān)        | Re dei re dell'Iran e del non Iran | giugno 271 – settembre 274    | Fratello                                                                  | - È conosciuto per la persecuzione avvenuta contro i manichei, inclusa la morte di Mani - Morto di malattia/cause naturali nel settembre 274 |
|                                   | Bahram II 𐭥𐭫𐭧𐭫𐭠 (Warahrān)       | Re dei re dell'Iran e del non Iran | 274 – 293                     | Figlio                                                                    | - Morto per cause naturali nel 293 |
|                                   | Bahram III 𐭥𐭫𐭧𐭫𐭠 (Warahrān)      | Re dei re dell'Iran e del non Iran | 293 – 293                     | Figlio                                                                    | - Forse giustiziato durante la rivolta che era stata guidata dal proprio prozio Narsete |
|                                   | Narsete 𐭮𐭥𐭮𐭧𐭩 (Narsē)            | Re dei re dell'Iran e del non Iran | 293 – 303                     | Prozio                                                                    | - Intronizzato dopo aver deposto Bahram III a seguito di una ribellione condotta contro di lui |
|                                   | Ormisda II 𐭠𐭥𐭧𐭥𐭬𐭦𐭣 (Ōhrmazd)     | Re dei re dell'Iran e del non Iran | 303 – 309                     | Figlio                                                                    | - Sul trono dopo che suo padre abdicò |
|                                   | Adur Narsete                     | Re dei re dell'Iran e del non Iran | 309 – 309                     | Figlio                                                                    | - Noto anche come Narsete II - Deposto dai nobili sasanidi a causa della sua crudeltà |
|                                   | Sapore II 𐭱𐭧𐭯𐭥𐭧𐭥𐭩 (Šābuhr)       | Re dei re dell'Iran e del non Iran | 309 – 379                     | Fratello                                                                  | - Dopo la morte di suo fratello, Adarnases, Sapore II era ancora nel grembo di sua madre quando fu elevato alla massima carica |
|                                   | Ardashir II 𐭠𐭥𐭲𐭧𐭱𐭲𐭥 (Ardašīr)    | Re dei re dell'Iran e del non Iran | 379 – 383                     | Fratello                                                                  | - Morto per cause naturali nel 384 |
|                                   | Sapore III 𐭱𐭧𐭯𐭥𐭧𐭥𐭩 (Šābuhr)      | Re dei re dell'Iran e del non Iran | 383 – 388                     | Nipote                                                                    | |
|                                   | Bahram IV 𐭥𐭫𐭧𐭫𐭠 (Warahrān)       | Re dei re dell'Iran e del non Iran | 388 – 399                     | Figlio                                                                    | |
|                                   | Yazdgard I 𐭩𐭦𐭣𐭪𐭥𐭲𐭩 (Yazdekert)   | Re dei re dell'Iran e del non Iran Ramshahr ("pacificatore del [suo] dominio")                                                                        | 399 – 420                     | Fratello                                                                  | |
|                                   | Sapore IV 𐭱𐭧𐭯𐭥𐭧𐭥𐭩 (Šābuhr)       | Re dei re dell'Iran e del non Iran | 420 – 420                     | Figlio                                                                    | |
|                                   | Cosroe                           | Re dei re dell'Iran e del non Iran | 420 – 420                     | Cugino                                                                    | |
|                                   | Bahram V 𐭥𐭫𐭧𐭫𐭠 (Warahrān)        | Re dei re dell'Iran e del non Iran Kirbakkar ("benefico")                                                                                             | 420 – 438                     | Cugino                                                                    | |
|                                   | Yazdgard II 𐭩𐭦𐭣𐭪𐭥𐭲𐭩 (Yazdekert)  | Re dei re dell'Iran e del non Iran Kay ("re") | 438 – 457                     | Figlio                                                                    | |
|                                   | Ormisda III 𐭠𐭥𐭧𐭥𐭬𐭦𐭣 (Ōhrmazd)    | Re dei re dell'Iran e del non Iran | 457 – 459                     | Figlio                                                                    | |
|                                   | Peroz I                          | Re dei re dell'Iran e del non Iran Kay (re) | 457 – 484                     | Fratello                                                                  | |
|                                   | Balash                           | Re dei re dell'Iran e del non Iran Hukay ("il re buono")                                                                                              | 484 – 488                     | Fratello                                                                  | - Esplosero due insurrezioni dirette da due dei figli di Peroz (i suoi nipoti) - La prima ribellione fu di Zarer, ma non ebbe successo e questi finì giustiziato - La seconda ribellione fu di Kavad, che all'inizio chiese aiuto agli Eftaliti senza successo         |
|                                   | Kavad I 𐭪𐭥𐭠𐭲 (Kawād)             | Re dei re dell'Iran e del non Iran Kay ("re") | 488 – 496                     | Nipote                                                                    | - Intronizzato dopo aver guidato una ribellione contro suo zio Balash con l'assistenza di Eftaliti |
|                                   | Jamasp                           | Re dei re dell'Iran e del non Iran | 496 – 498                     | Fratello                                                                  | |
|                                   | Kavad I 𐭪𐭥𐭠𐭲 (Kawād)             | Re dei re dell'Iran e del non Iran Kay ("re") Abzōn ("possa prosperare/aumentare")                                                                    | 498 – 531                     | Fratello                                                                  | - Riportato al trono con l'aiuto di Zarmihr Karen e degli Eftaliti |
|                                   | Cosroe I                         | Re dei re dell'Iran e del non Iran Ērān abē-bēm kard ("Gli iranici sono diventati senza paura") Ērān abzonhēnēd ("Gli iraniani sono diventati forti") | 531 – 579                     | Figlio                                                                    | |
|                                   | Ormisda IV 𐭠𐭥𐭧𐭥𐭬𐭦𐭣 (Ōhrmazd)     | Re dei re dell'Iran e del non Iran | 579 – 590                     | Figlio                                                                    | |
|                                   | Cosroe II                        | Re dei re dell'Iran e del non Iran Khūsrōkhwarrah abzōt ("Cosroe, [colui che] ha accresciuto la gloria reale")                                        | 590 – 590                     | Figlio                                                                    | - Si ribellò a suo padre e si proclamò re di Persia, ma fu poi rovesciato da Bahram Chobin |
| Casato di Mehrān                  |                                  | |                               |                                                                           | |
|                                   | Bahram VI Chobin                 | Re dei re dell'Iran e del non Iran | 590 – 591                     | Ribelle                                                                   | - Si ribellò contro Ormisda IV e Cosroe II e si proclamò re |
| Dinastia dei Sasan                |                                  | |                               |                                                                           | |
|                                   | Cosroe II                        | Re dei re dell'Iran e del non Iran | 591 – 628                     | Figlio di Ormisda IV                                                      | - Ripristinato al potere come re sasanide dopo aver sconfitto Bahram Chobin |
| Casato di Ispahbudhan             |                                  | |                               |                                                                           | |
|                                   | Vistahm                          | Re dei re dell'Iran e del non Iran | 591 – 595                     | Zio                                                                       | - Zio di Cosroe II - Fondò la città di Bastam |
| Dinastia dei Sasan                |                                  | |                               |                                                                           | |
|                                   | Kavad II 𐭪𐭥𐭠𐭲 (Kawād)            | Re dei re dell'Iran e del non Iran | 628 – 628                     | Figlio di Cosroe II                                                       | - Intronizzato dopo aver ucciso suo padre e diciotto fratelli - Morto dopo pochi mesi di regno |
|                                   | Ardashir III 𐭠𐭥𐭲𐭧𐭱𐭲𐭥 (Ardašīr)   | Re dei re dell'Iran e del non Iran | 628 – 630                     | Figlio                                                                    | |
| Casato di Mehrān                  |                                  | |                               |                                                                           | |
|                                   | Shahvaraz                        | Re dei re dell'Iran e del non Iran | 27 aprile 630 – 17 giugno 630 | Generale                                                                  | - Partecipò all'assedio di Costantinopoli del 626 |
| Dinastia dei Sasan                |                                  | |                               |                                                                           | |
|                                   | Cosroe III                       | Re dei re dell'Iran e del non Iran | 630 – 630                     | Nipote di Cosroe II                                                       | Dominò brevemente nel Khorasan come anti-re |
|                                   | Boran                            | Regina delle regine dell'Iran e del non Iran | 630 – 630                     | Figlia di Cosroe II                                                       | - Figlia di Cosroe II - Una delle due sole donne che raggiunsero il trono sasanide |
|                                   | Sapore V                         | Re dei re dell'Iran e del non Iran | 630 – 630                     | Figlio di Shahvaraz e sorella di Cosroe II                                | |
|                                   | Peroz II                         | Re dei re dell'Iran e del non Iran | 630 – 630                     | Discendente da Cosroe I                                                   | |
|                                   | Azarmidokht                      | Re dei re dell'Iran e del non Iran | 630 – 631                     | Figlia di Cosroe II                                                       | - Figlia di Cosroe II e sorella di Boran - Seconda donna ad esercitare la carica di regnante sasanide |
| Casato di Ispahbudhan             |                                  | |                               |                                                                           | |
|                                   | Ormisda V                        | Re dei re dell'Iran e del non Iran | 630 – 631                     | Rivendicò il trono dopo che Azarmidokht rifiutò la sua mano in matrimonio | - Rovesciò Shahrbaraz in favore di Azarmidokht. Assassinato su ordine di Azarmidocht dopo aver il trono della donna |
| Dinastia dei Sasan                |                                  | |                               |                                                                           | |
|                                   | Ormisda VI 𐭠𐭥𐭧𐭥𐭬𐭦𐭣 (Ōhrmazd)     | Re dei re dell'Iran e del non Iran | 630 – 632                     | Nipote di Cosroe II                                                       | |
|                                   | Cosroe IV                        | Re dei re dell'Iran e del non Iran | 630 – 636                     | Fratello di Peroz II                                                      | |
|                                   | Cosroe V                         | Re dei re dell'Iran e del non Iran | Marzo 631 – Aprile 631        | Figlio di Cosroe II                                                       | |
|                                   | Boran                            | Re dei re dell'Iran e del non Iran | giugno 631 – giugno 632       | Figlia di Cosroe II                                                       | - Ritornò al trono sasanide grazie al contributo di Rostam Farrokhzād |
|                                   | Yazdgard III 𐭩𐭦𐭣𐭪𐭥𐭲𐭩 (Yazdekert) | Re dei re dell'Iran e del non Iran | giugno 632 – 651              | Nipote di Cosroe II                                                       | - Intronizzato attraverso una serie di conflitti interni e di omicidi - La conquista islamica della Persia iniziò nel suo primo anno di regno |
| Dissoluzione dell'impero sasanide |                                  | |                               |                                                                           | |
|                                   | Peroz III                        | 651 (In esilio) | 679 (In esilio)               | Figlio                                                                    | - Si ritirò in territorio cinese, dove prestò servizio come generale dei Tang - Servì come capo del governatorato di Persia, un'estensione in esilio della corte sasanide                                                                                              |
|                                   | Narsieh                          | 679 (In esilio) | Sconosciuto                   | Figlio                                                                    | - Prestò servizio come generale Tang, come suo padre - Noto anche come Narseh III |
|                                   | Bahram VII                       | Sconosciuto | 710 (in esilio)               | Figlio di Yazdgard III                                                    | |
|                                   | Cosroe VI                        | Sconosciuto | Sconosciuto                   | Nipote di Yazdgard III                                                    | - Noto per aver combattuto contro le forze islamiche in Transoxiana insieme ai Sogdiani e ai Turchi 728-729 circa - Ultimo discendente diretto conosciuto di Yazdgard III e membro della dinastia dei Sasan. Non è chiaro se fosse Peroz III o il figlio di Bahram VII |

## Albero genealogico
|                      |                      |                      |                      |                      |                      |                        |                        |                        |                        |                        |                        |                         |                         |                         |                         |                         |                         | ARDASHIR I *fine II sec. †241 |                          |                          |                          |                          |                          |                       |                       |                       |                       |                       |                       |  |  |  |  |  |  |  |  |  |  |  |  |  |  |  |  |  |  |  |  |  |  |  |  |
|                      |                      |                      |                      |                      |                      |                        |                        |                        |                        |                        |                        |                         |                         |                         |                         |                         |                         |                               |                          |                          |                          |                          |                          |                       |                       |                       |                       |                       |                       |  |  |  |  |  |  |  |  |  |  |  |  |  |  |  |  |  |  |  |  |  |  |  |  |
|                      |                      |                      |                      |                      |                      |                        |                        |                        |                        |                        |                        |                         |                         |                         |                         |                         |                         | SAPORE I *c.215 †270          |                          |                          |                          |                          |                          |                       |                       |                       |                       |                       |                       |  |  |  |  |  |  |  |  |  |  |  |  |  |  |  |  |  |  |  |  |  |  |  |  |
|                      |                      |                      |                      |                      |                      |                        |                        |                        |                        |                        |                        |                         |                         |                         |                         |                         |                         |                               |                          |                          |                          |                          |                          |                       |                       |                       |                       |                       |                       |  |  |  |  |  |  |  |  |  |  |  |  |  |  |  |  |  |  |  |  |  |  |  |  |
|                      |                      |                      |                      |                      |                      |                        |                        |                        |                        |                        |                        |                         |                         |                         |                         |                         |                         |                               |                          |                          |                          |                          |                          |                       |                       |                       |                       |                       |                       |  |  |  |  |  |  |  |  |  |  |  |  |  |  |  |  |  |  |  |  |  |  |  |  |
| BAHRAM I *... †276   | BAHRAM I *... †276   | BAHRAM I *... †276   | BAHRAM I *... †276   | BAHRAM I *... †276   | BAHRAM I *... †276   | ORMISDA I *... †273    | ORMISDA I *... †273    | ORMISDA I *... †273    | ORMISDA I *... †273    | ORMISDA I *... †273    | ORMISDA I *... †273    |                         |                         |                         |                         |                         |                         | NARSETE *... †302             | NARSETE *... †302        | NARSETE *... †302        | NARSETE *... †302        | NARSETE *... †302        | NARSETE *... †302        |                       |                       |                       |                       |                       |                       |  |  |  |  |  |  |  |  |  |  |  |  |  |  |  |  |  |  |  |  |  |  |  |  |
| BAHRAM I *... †276   | BAHRAM I *... †276   | BAHRAM I *... †276   | BAHRAM I *... †276   | BAHRAM I *... †276   | BAHRAM I *... †276   | ORMISDA I *... †273    | ORMISDA I *... †273    | ORMISDA I *... †273    | ORMISDA I *... †273    | ORMISDA I *... †273    | ORMISDA I *... †273    |                         |                         |                         |                         |                         |                         | NARSETE *... †302             | NARSETE *... †302        | NARSETE *... †302        | NARSETE *... †302        | NARSETE *... †302        | NARSETE *... †302        |                       |                       |                       |                       |                       |                       |  |  |  |  |  |  |  |  |  |  |  |  |  |  |  |  |  |  |  |  |  |  |  |  |
| BAHRAM II *... †293  | BAHRAM II *... †293  | BAHRAM II *... †293  | BAHRAM II *... †293  | BAHRAM II *... †293  | BAHRAM II *... †293  |                        |                        |                        |                        |                        |                        |                         |                         |                         |                         |                         |                         | ORMISDA II *... †309          | ORMISDA II *... †309     | ORMISDA II *... †309     | ORMISDA II *... †309     | ORMISDA II *... †309     | ORMISDA II *... †309     |                       |                       |                       |                       |                       |                       |  |  |  |  |  |  |  |  |  |  |  |  |  |  |  |  |  |  |  |  |  |  |  |  |
| BAHRAM II *... †293  | BAHRAM II *... †293  | BAHRAM II *... †293  | BAHRAM II *... †293  | BAHRAM II *... †293  | BAHRAM II *... †293  |                        |                        |                        |                        |                        |                        |                         |                         |                         |                         |                         |                         | ORMISDA II *... †309          | ORMISDA II *... †309     | ORMISDA II *... †309     | ORMISDA II *... †309     | ORMISDA II *... †309     | ORMISDA II *... †309     |                       |                       |                       |                       |                       |                       |  |  |  |  |  |  |  |  |  |  |  |  |  |  |  |  |  |  |  |  |  |  |  |  |
|                      |                      |                      |                      |                      |                      |                        |                        |                        |                        |                        |                        |                         |                         |                         |                         |                         |                         |                               |                          |                          |                          |                          |                          |                       |                       |                       |                       |                       |                       |  |  |  |  |  |  |  |  |  |  |  |  |  |  |  |  |  |  |  |  |  |  |  |  |
| BAHRAM III *... †293 | BAHRAM III *... †293 | BAHRAM III *... †293 | BAHRAM III *... †293 | BAHRAM III *... †293 | BAHRAM III *... †293 | ADUR NARSETE *... †309 | ADUR NARSETE *... †309 | ADUR NARSETE *... †309 | ADUR NARSETE *... †309 | ADUR NARSETE *... †309 | ADUR NARSETE *... †309 | ARDASHIR II *a.309 †383 | ARDASHIR II *a.309 †383 | ARDASHIR II *a.309 †383 | ARDASHIR II *a.309 †383 | ARDASHIR II *a.309 †383 | ARDASHIR II *a.309 †383 | SAPORE II *309 †379           | SAPORE II *309 †379      | SAPORE II *309 †379      | SAPORE II *309 †379      | SAPORE II *309 †379      | SAPORE II *309 †379      |                       |                       |                       |                       |                       |                       |  |  |  |  |  |  |  |  |  |  |  |  |  |  |  |  |  |  |  |  |  |  |  |  |
| BAHRAM III *... †293 | BAHRAM III *... †293 | BAHRAM III *... †293 | BAHRAM III *... †293 | BAHRAM III *... †293 | BAHRAM III *... †293 | ADUR NARSETE *... †309 | ADUR NARSETE *... †309 | ADUR NARSETE *... †309 | ADUR NARSETE *... †309 | ADUR NARSETE *... †309 | ADUR NARSETE *... †309 | ARDASHIR II *a.309 †383 | ARDASHIR II *a.309 †383 | ARDASHIR II *a.309 †383 | ARDASHIR II *a.309 †383 | ARDASHIR II *a.309 †383 | ARDASHIR II *a.309 †383 | SAPORE II *309 †379           | SAPORE II *309 †379      | SAPORE II *309 †379      | SAPORE II *309 †379      | SAPORE II *309 †379      | SAPORE II *309 †379      |                       |                       |                       |                       |                       |                       |  |  |  |  |  |  |  |  |  |  |  |  |  |  |  |  |  |  |  |  |  |  |  |  |
|                      |                      |                      |                      |                      |                      |                        |                        |                        |                        |                        |                        |                         |                         |                         |                         |                         |                         |                               |                          |                          |                          |                          |                          |                       |                       |                       |                       |                       |                       |  |  |  |  |  |  |  |  |  |  |  |  |  |  |  |  |  |  |  |  |  |  |  |  |
|                      |                      |                      |                      |                      |                      |                        |                        |                        |                        |                        |                        |                         |                         |                         |                         |                         |                         | SAPORE III *... †388          | SAPORE III *... †388     | SAPORE III *... †388     | SAPORE III *... †388     | SAPORE III *... †388     | SAPORE III *... †388     | BAHRAM IV *... †399   | BAHRAM IV *... †399   | BAHRAM IV *... †399   | BAHRAM IV *... †399   | BAHRAM IV *... †399   | BAHRAM IV *... †399   |  |  |  |  |  |  |  |  |  |  |  |  |  |  |  |  |  |  |  |  |  |  |  |  |
|                      |                      |                      |                      |                      |                      |                        |                        |                        |                        |                        |                        |                         |                         |                         |                         |                         |                         | SAPORE III *... †388          | SAPORE III *... †388     | SAPORE III *... †388     | SAPORE III *... †388     | SAPORE III *... †388     | SAPORE III *... †388     | BAHRAM IV *... †399   | BAHRAM IV *... †399   | BAHRAM IV *... †399   | BAHRAM IV *... †399   | BAHRAM IV *... †399   | BAHRAM IV *... †399   |  |  |  |  |  |  |  |  |  |  |  |  |  |  |  |  |  |  |  |  |  |  |  |  |
|                      |                      |                      |                      |                      |                      |                        |                        |                        |                        |                        |                        |                         |                         |                         |                         |                         |                         | YAZDGARD I *... †420/1        |                          |                          |                          |                          |                          |                       |                       |                       |                       |                       |                       |  |  |  |  |  |  |  |  |  |  |  |  |  |  |  |  |  |  |  |  |  |  |  |  |
|                      |                      |                      |                      |                      |                      |                        |                        |                        |                        |                        |                        |                         |                         |                         |                         |                         |                         |                               |                          |                          |                          |                          |                          |                       |                       |                       |                       |                       |                       |  |  |  |  |  |  |  |  |  |  |  |  |  |  |  |  |  |  |  |  |  |  |  |  |
|                      |                      |                      |                      |                      |                      |                        |                        |                        |                        |                        |                        |                         |                         |                         |                         |                         |                         | BAHRAM V *406 †438            |                          |                          |                          |                          |                          |                       |                       |                       |                       |                       |                       |  |  |  |  |  |  |  |  |  |  |  |  |  |  |  |  |  |  |  |  |  |  |  |  |
|                      |                      |                      |                      |                      |                      |                        |                        |                        |                        |                        |                        |                         |                         |                         |                         |                         |                         |                               |                          |                          |                          |                          |                          |                       |                       |                       |                       |                       |                       |  |  |  |  |  |  |  |  |  |  |  |  |  |  |  |  |  |  |  |  |  |  |  |  |
|                      |                      |                      |                      |                      |                      |                        |                        |                        |                        |                        |                        |                         |                         |                         |                         |                         |                         | YAZDGARD II *... †457         |                          |                          |                          |                          |                          |                       |                       |                       |                       |                       |                       |  |  |  |  |  |  |  |  |  |  |  |  |  |  |  |  |  |  |  |  |  |  |  |  |
|                      |                      |                      |                      |                      |                      |                        |                        |                        |                        |                        |                        |                         |                         |                         |                         |                         |                         |                               |                          |                          |                          |                          |                          |                       |                       |                       |                       |                       |                       |  |  |  |  |  |  |  |  |  |  |  |  |  |  |  |  |  |  |  |  |  |  |  |  |
|                      |                      |                      |                      |                      |                      |                        |                        |                        |                        |                        |                        |                         |                         |                         |                         |                         |                         |                               |                          |                          |                          |                          |                          |                       |                       |                       |                       |                       |                       |  |  |  |  |  |  |  |  |  |  |  |  |  |  |  |  |  |  |  |  |  |  |  |  |
|                      |                      |                      |                      |                      |                      |                        |                        |                        |                        |                        |                        | BALASH *... †488        | BALASH *... †488        | BALASH *... †488        | BALASH *... †488        | BALASH *... †488        | BALASH *... †488        | PEROZ *... †484               | PEROZ *... †484          | PEROZ *... †484          | PEROZ *... †484          | PEROZ *... †484          | PEROZ *... †484          | ORMISDA III *... †459 | ORMISDA III *... †459 | ORMISDA III *... †459 | ORMISDA III *... †459 | ORMISDA III *... †459 | ORMISDA III *... †459 |  |  |  |  |  |  |  |  |  |  |  |  |  |  |  |  |  |  |  |  |  |  |  |  |
|                      |                      |                      |                      |                      |                      |                        |                        |                        |                        |                        |                        | BALASH *... †488        | BALASH *... †488        | BALASH *... †488        | BALASH *... †488        | BALASH *... †488        | BALASH *... †488        | PEROZ *... †484               | PEROZ *... †484          | PEROZ *... †484          | PEROZ *... †484          | PEROZ *... †484          | PEROZ *... †484          | ORMISDA III *... †459 | ORMISDA III *... †459 | ORMISDA III *... †459 | ORMISDA III *... †459 | ORMISDA III *... †459 | ORMISDA III *... †459 |  |  |  |  |  |  |  |  |  |  |  |  |  |  |  |  |  |  |  |  |  |  |  |  |
|                      |                      |                      |                      |                      |                      |                        |                        |                        |                        |                        |                        |                         |                         |                         |                         |                         |                         |                               |                          |                          |                          |                          |                          |                       |                       |                       |                       |                       |                       |  |  |  |  |  |  |  |  |  |  |  |  |  |  |  |  |  |  |  |  |  |  |  |  |
|                      |                      |                      |                      |                      |                      |                        |                        |                        |                        |                        |                        |                         |                         |                         |                         |                         |                         | KAVAD I *449 †531             | KAVAD I *449 †531        | KAVAD I *449 †531        | KAVAD I *449 †531        | KAVAD I *449 †531        | KAVAD I *449 †531        | JĀMĀSP *... †530/40   | JĀMĀSP *... †530/40   | JĀMĀSP *... †530/40   | JĀMĀSP *... †530/40   | JĀMĀSP *... †530/40   | JĀMĀSP *... †530/40   |  |  |  |  |  |  |  |  |  |  |  |  |  |  |  |  |  |  |  |  |  |  |  |  |
|                      |                      |                      |                      |                      |                      |                        |                        |                        |                        |                        |                        |                         |                         |                         |                         |                         |                         | KAVAD I *449 †531             | KAVAD I *449 †531        | KAVAD I *449 †531        | KAVAD I *449 †531        | KAVAD I *449 †531        | KAVAD I *449 †531        | JĀMĀSP *... †530/40   | JĀMĀSP *... †530/40   | JĀMĀSP *... †530/40   | JĀMĀSP *... †530/40   | JĀMĀSP *... †530/40   | JĀMĀSP *... †530/40   |  |  |  |  |  |  |  |  |  |  |  |  |  |  |  |  |  |  |  |  |  |  |  |  |
|                      |                      |                      |                      |                      |                      |                        |                        |                        |                        |                        |                        |                         |                         |                         |                         |                         |                         | COSROE I *c.501 †579          |                          |                          |                          |                          |                          |                       |                       |                       |                       |                       |                       |  |  |  |  |  |  |  |  |  |  |  |  |  |  |  |  |  |  |  |  |  |  |  |  |
|                      |                      |                      |                      |                      |                      |                        |                        |                        |                        |                        |                        |                         |                         |                         |                         |                         |                         |                               |                          |                          |                          |                          |                          |                       |                       |                       |                       |                       |                       |  |  |  |  |  |  |  |  |  |  |  |  |  |  |  |  |  |  |  |  |  |  |  |  |
|                      |                      |                      |                      |                      |                      |                        |                        |                        |                        |                        |                        |                         |                         |                         |                         |                         |                         | ORMISDA IV *... †590          | ORMISDA IV *... †590     | ORMISDA IV *... †590     | ORMISDA IV *... †590     | ORMISDA IV *... †590     | ORMISDA IV *... †590     | BAHRAM VI *... †592   | BAHRAM VI *... †592   | BAHRAM VI *... †592   | BAHRAM VI *... †592   | BAHRAM VI *... †592   | BAHRAM VI *... †592   |  |  |  |  |  |  |  |  |  |  |  |  |  |  |  |  |  |  |  |  |  |  |  |  |
|                      |                      |                      |                      |                      |                      |                        |                        |                        |                        |                        |                        |                         |                         |                         |                         |                         |                         | ORMISDA IV *... †590          | ORMISDA IV *... †590     | ORMISDA IV *... †590     | ORMISDA IV *... †590     | ORMISDA IV *... †590     | ORMISDA IV *... †590     | BAHRAM VI *... †592   | BAHRAM VI *... †592   | BAHRAM VI *... †592   | BAHRAM VI *... †592   | BAHRAM VI *... †592   | BAHRAM VI *... †592   |  |  |  |  |  |  |  |  |  |  |  |  |  |  |  |  |  |  |  |  |  |  |  |  |
|                      |                      |                      |                      |                      |                      |                        |                        |                        |                        |                        |                        |                         |                         |                         |                         |                         |                         | COSROE II *c.570 †628         |                          |                          |                          |                          |                          |                       |                       |                       |                       |                       |                       |  |  |  |  |  |  |  |  |  |  |  |  |  |  |  |  |  |  |  |  |  |  |  |  |
|                      |                      |                      |                      |                      |                      |                        |                        |                        |                        |                        |                        |                         |                         |                         |                         |                         |                         |                               |                          |                          |                          |                          |                          |                       |                       |                       |                       |                       |                       |  |  |  |  |  |  |  |  |  |  |  |  |  |  |  |  |  |  |  |  |  |  |  |  |
|                      |                      |                      |                      |                      |                      |                        |                        |                        |                        |                        |                        |                         |                         |                         |                         |                         |                         |                               |                          |                          |                          |                          |                          |                       |                       |                       |                       |                       |                       |  |  |  |  |  |  |  |  |  |  |  |  |  |  |  |  |  |  |  |  |  |  |  |  |
|                      |                      |                      |                      |                      |                      |                        |                        |                        |                        |                        |                        | Shâhriar *... †...      | Shâhriar *... †...      | Shâhriar *... †...      | Shâhriar *... †...      | Shâhriar *... †...      | Shâhriar *... †...      | KAVAD II *... †628            | KAVAD II *... †628       | KAVAD II *... †628       | KAVAD II *... †628       | KAVAD II *... †628       | KAVAD II *... †628       | BORAN *c.590 †632     | BORAN *c.590 †632     | BORAN *c.590 †632     | BORAN *c.590 †632     | BORAN *c.590 †632     | BORAN *c.590 †632     |  |  |  |  |  |  |  |  |  |  |  |  |  |  |  |  |  |  |  |  |  |  |  |  |
|                      |                      |                      |                      |                      |                      |                        |                        |                        |                        |                        |                        | Shâhriar *... †...      | Shâhriar *... †...      | Shâhriar *... †...      | Shâhriar *... †...      | Shâhriar *... †...      | Shâhriar *... †...      | KAVAD II *... †628            | KAVAD II *... †628       | KAVAD II *... †628       | KAVAD II *... †628       | KAVAD II *... †628       | KAVAD II *... †628       | BORAN *c.590 †632     | BORAN *c.590 †632     | BORAN *c.590 †632     | BORAN *c.590 †632     | BORAN *c.590 †632     | BORAN *c.590 †632     |  |  |  |  |  |  |  |  |  |  |  |  |  |  |  |  |  |  |  |  |  |  |  |  |
|                      |                      |                      |                      |                      |                      |                        |                        |                        |                        |                        |                        | YAZDGARD III *624 †651  | YAZDGARD III *624 †651  | YAZDGARD III *624 †651  | YAZDGARD III *624 †651  | YAZDGARD III *624 †651  | YAZDGARD III *624 †651  | ARDASHIR III *c.621 †630      | ARDASHIR III *c.621 †630 | ARDASHIR III *c.621 †630 | ARDASHIR III *c.621 †630 | ARDASHIR III *c.621 †630 | ARDASHIR III *c.621 †630 |                       |                       |                       |                       |                       |                       |  |  |  |  |  |  |  |  |  |  |  |  |  |  |  |  |  |  |  |  |  |  |  |  |

Peroz III Narsieh Bahram VII
*636  +679    *...+... *...+710 
|
Cosroe VI
*...+post 729

### Esplicative
1. ↑  Il termine ariete può essere tradotto come "pace", "facilità", "piacere", "gioia" o "soddisfazione"; la versione più verosimile è "pace" nel caso di Yazdegerd I: Daryaee (2002), p. 90.
2. ↑  Il titolo di kay ("re") era già stato impiegato almeno un secolo prima dagli Indo-sasanidi, un ramo cadetto della famiglia imperiale sasanide che governò in Oriente prima di essere soppiantato dai Kidariti e dall'impero dei Sasanidi nella metà del IV secolo.Rezakhani (2017), pp. 79, 83.
3. ↑  Dal momento della vittoria di Sapore I contro i romani, fa la comparsa il titolo "degli ariani e dei non ariani", un'alternativa usata in maniera interscambiabile con o senza il classico "re dell'Iran e del non Iran". Tale formula rimarrà utilizzata pressoché da tutti i sovrani sasanidi di epoca successiva. Al fine di evitarne la ripetizione nella tabella, esso sarà dato da questo punto per sottinteso.

### Bibliografiche
1. ↑   L'impero sasanide, il regno dei Re dei Re dell'Iran, su National Geographic, 27 agosto 2020. URL consultato il 27 aprile 2022.
2. ↑  (EN) A. Shapur Shahbazi, Sasanian dynasty, su Encyclopaedia Iranica, vol. 1, Columbia University Press, 2005. URL consultato il 27 aprile 2022.
3. ↑  (EN) Nerses Kopalyan, World Political Systems after Polarity, Taylor & Francis, 2017,  p. 137, ISBN 978-13-15-45140-4.
4. ↑  Daryaee (2012), p. 392.
5. ↑  Daryaee (2012), p. 201.
6. 1 2 3  Daryaee (2009), p. 41.
7. 1 2  Daryaee (2009), p. 42.
8. 1 2 3 4  Morony (2005), p. 92.
9. ↑  (EN) Richard N. Frye, cap. 4: The political history of Iran under the Sasanians, in The Cambridge History of Iran, vol. 3, n. 1, Cambridge University Press, 1983,  p. 116, ISBN 978-0-521-20092-9.
10. 1 2   Michael Kulikowski, L'età dell'oro dell'impero romano, Newton Compton Editori, 2017,  p. 160, ISBN 978-88-22-71485-5.
11. ↑  (EN) Muhammet Yücel, A Unique Drachm Coin of Shapur I, in Iranian Studies, vol. 50, n. 3, 2017,  pp. 331-344, DOI:10.1080/00210862.2017.1303329.
12. 1 2 3  Shayegan (2013), p. 807.
13. 1 2  Schindel (2013c), pp. 836-837.
14. ↑  Daryaee (2002), p. 91.
15. ↑  Daryaee (2009), p. 22.
16. ↑  Daryaee (2002), p. 94.
17. 1 2 3 4 5 6 7 8  Schindel (2013c), p. 837.
18. ↑  Daryaee.
19. ↑  Rezakhani (2017), pp. 130-131.
20. 1 2  Schindel (2013b), pp. 141-143.
21. ↑  (EN) Parvaneh Pourshariati, Decline and Fall of the Sasanian Empire: The Sasanian-Parthian Confederacy and the Arab Conquest of Iran, Bloomsbury Publishing, 2017,  p. 66, ISBN 978-17-86-72981-1.